# Микола Карлович фон Мекк
Микола Карлович фон Мекк (1863-1929) – барон, російський підприємець (власник низки залізничних шляхів), благодійник. Власник маєтків у с. Копилів смт. Макарів (Київська область). З 1892 р. обіймав посаду голови правління Московсько-Казанської залізниці.

## Біографія
Народився 28 квітня 1863 р. у Москві в родині Карла Федоровича фон Мекка (1821-1876) і Надії Філаретівни Фраловської (1831-1894).
У 1877 р. після закінчення приватного московського пансіону вступив до Імператорського училища правознавства в Петербурзі. Утім, згодом від кар'єри правознавця відмовився і присвятив себе виключно залізничній справі. Відсутність спеціальної освіти не зупинила його, Микола фон Мекк почав професійну діяльність з освоєння основ, попрацювавши в депо кочегаром, близько 3-х років помічником, а потім і машиністом, конторним робітником служби руху, потім черговим по станції. Цей "трудовий шлях" Микола Карлович проходив з 1883 по 1891 роки не на "своїй", а на державній Миколаївській залізниці.

З 1884 р. кандидат у члени правління Товариства Московсько-Рязанської залізниці, а з 1 листопада 1890 р. — член правління. У квітні 1891 р. за ініціативою Міністерства фінансів було вирішено приступити до будівництва ділянки Казансько-Рязанської залізниці. Товариство Московсько-Рязанської дороги реорганізували в Товариство Московсько-Казанської залізниці, а 1 травня 1892 р. М.К. фон Мекка обрали головою правління нового товариства.

Більш ніж чверть століття, аж до націоналізації в 1918 р., з його ім'ям було пов'язано активне розширення компанії і її участь у розвитку транспортної системи Росії. За перші дев'ять років його управління довжина ліній Московсько-Казанської залізниці збільшилася з 233 верст до 2,1 тис. верст. Він мав авторитет не лише серед власних співробітників, а й серед ділових партнерів, в урядових кругах, членів царської родини. До складу акціонерів Товариства увійшли найпотужніші банки Росії. Окрім того, був членом правління Російського товариства морського, річкового, сухопутного страхування і транспортування поклаж і товарних складів з видачею позик. 
У 1903 р., як голову Правління Московсько-Казанської залізниці, відповідав за організацію поїздки Миколи II з сім'єю до Саровського монастиря. М.К. фон Мекк на самому початку російсько-японської війни очолив відділ відправки добродійних вантажів на Далекий Схід при Комітеті великої княгині із збору допомоги армії від Російського товариства Червоного Хреста. Велика княгиня Єлизавета Федорівна відзначала його як «чесного слугу царю і Вітчизні».

## Захоплення
Захоплювався мистецтвом, грав на скрипці, колекціонував живопис. У його будинку на Новінському бульварі по середам двічі в місяць збиралися професійні музиканти і любителі музики. Неодноразово грав у нього С.І. Танєєв. 
Колекціонував живописні полотна, був знайомий з видатними художниками, багато років допомагав Михайлу Врубелю, оплачував його лікування. Після смерті художника призначив довічну пенсію його вдові, відомій співачці Надії Іванівні Забілі-Врубель. Допомагав матеріально і художникові А.Є. Архіпову. Художник Б.М. Кустодієв жив і працював у маєтку "Воскресенське", писав етюди місцевої природи, портрети Миколи Карловича, його доньки Галини та інших членів родини фон Мекк. 
Одним із захоплень фон Мекка були коні. В маєтках "Воскресенське" і Копилові у нього були кінні заводи бельгійських коней-важкоатлетів. Дійсний член Московського і С.-Петербургского товариства заохочення кіннозаводства, віце-президент (1910-1913, 1916 - 1919) Південно-Західного Товариства заохочення кіннозаводства, віце-президент (1903-1906) Київського товариства мисливців кінського бігу. Учасник і призер багатьох виставок.
У 1899 р. купив один із перших в Росії автомобіль, захопився автомобільним спортом, в 1903 р. став одним із засновників і першим главою Московського клубу автомобілістів організатором і учасників перших в Росії автопробігів в 1910—1911 рр. Власник номерних знаків в Москві — 84, 588, 621, 679.

## Життя і діяльність після 1917 р.
Після 1917 р. Миколу Карловича неодноразово заарештовували. 
Він звернувся із запискою до Ф.Е. Дзержинського: "Шановний Фелікс Едмундович, я не хочу даремно витрачати час, я можу бути корисним!" Незабаром його випустили – фахівці були потрібні й новій владі. Не дивлячись на це, починаючи з 1919 р., через "буржуазне походження" його неодноразово заарештовували за різними звинуваченнями: у "контрреволюційних виступах проти радянської влади", в "технічній контрреволюції", в участі в "таємному товаристві", "в неприйнятті заходів до відновлення транспорту". Звільняли з-під арешту за умови невиїзду з Москви» і знов допускали до служби. Микола Карлович повторював, що його знання і досвід як і раніше потрібні новій державі. Він продовжував займатися розвитком залізничної транспортної системи, працював завідувачем відділення експлуатаційного відділу Експериментального інституту шляхів сполучення, експертом з питань експлуатації Північних залізниць, начальником фінансово-економічного відділу Народного комісаріату шляхів сполучення, пізніше консультантом Наркома (міністра) шляхів сполучення, представляв комісаріат в Держплані. Свої ідеї в області економіки і перспектив вітчизняного залізничного транспорту фон Мекк виклав у ряді книг, опублікованих в 1921—1927 рр. Останній раз був арештований в 1928 р., а в травні 1929 р. Колегія ОГПУ засудила до розстрілу учасників "контрреволюційної шкідницької організації в НКПС і на залізницях СРСР": фон Мекка і О.Ф. Велічко і в золотоплатіновій промисловості шкідника — П.І. Пальчинського. Ніхто з них своєї провини не визнав. Повідомлення про розстріл було опубліковане 24 травня 1929 року. Академік В.І. Вернадський, який на власному досвіді знав ціну офіційним звинуваченням, відмітив, що фон Мекк, добровільно віддав після Жовтневої революції всі капітали, був убитий "абсолютно безневинно в громадській думці".

## Родина
Був одружений з Анною Львівною Давидовою (1864-1942), онукою декабриста Василя Львовича Давидова (1780-1855), племінницею Петра Ілліча Чайковського.  
У шлюбі мали дітей: 
Кіру (1886-1969) - згодом дружина Олександра Запольского (1881-1941); 
Андрія (1886-1887);
Марка (1890-1918) - згодом одруженого з Ольгою Родзянко; 
Галину (1891-1985) - згодом дружина Вільяма Перрота і Дмитра Орловського;
Аттала (1894-1916) - загинув  на фронті в Першу світову війну;
Люцеллу (1896-1933) - згодом дружина Олексія Олександровича Корноухова (1889-1987) і Олексія Васильовича Ратко (1900-1975). 
В 1904 р. удочерив Олену Хакман (1897-1926), згодом дружина Миколи Сергійовича Моісєєва. 
Син Марк розстріляний у 1918 р. Донька Галина ув’язнена до радянської в’язниці.